# Ovsíř
Ovsíř (Helictotrichon, incl. Avenula, incl. Avenastrum) je rod trav, tedy rostlin z čeledi lipnicovitých (Poaceae). Jedná se o vytrvalé byliny. Jsou trsnaté. Stébla dorůstají výšek zpravidla 50–150 cm. Čepele listů jsou ploché nebo svinuté, dosahují šířky 1–10 mm, na vnější straně listu se při bázi čepele nachází jazýček. Květy jsou v kláscích tvořících latu, která není stažená, ale je často úzká. Klásky jsou zboku smáčklé, vícekvěté (zpravidla 2–9 květů), ale horní 1–2 květy bývají sterilní. Na bázi klásku jsou 2 plevy, které jsou zpravidla nestejné, méně často téměř stejné, bez osin. Pluchy jsou často nahoře vykrojené a dvouzubé, vzácně i čtyřzubé, osinaté. Osina je zpravidla delší než plucha, zpravidla kolénkatá, méně často nikoliv, přímá nebo zakřivená. Plušky jsou dvoukýlné, bez osin. Plodem je obilka. Celkově je známo asi 90 druhů, které najdeme na obou polokoulích, v Evropě, Asii, Africe, Severní Americe a Jižní Americe.

## Taxonomická poznámka
Někteří autoři rod Helictotrichon rozdělují na dva rody, Helictotrichon s. str. a Avenula (Dum.) Dum. Potom do rodu Helictotrichon řadí z druhů vyskytujících se v ČR jen H. desertorum, všechny ostatní řadí do rodu Avenula. Pro rod Helictotrichon s. str. byl potom vytvořen český název ovsec a pro rod Avenula ovsíř. Název ovsec však není zatím příliš zažitý. Také bylky vytvořeny rody Avenastum Opiz a Avenochloa Holub, které také patří do rodu Helictotrichon s.l. V tomto článku je pojednáváno o rodu Helictotrichon v širším slova smyslu včetně výše zmíněných menších rodů.

## Druhy rostoucí v Česku
V České republice rostou 4 druhy z rodu ovsíř (Helictotrichon s.l.). Nejběžnější je ovsíř pýřitý (Helictotrichon pubescens, syn.: Avenula pubescens, Avenastrum pubescens). Jedná se o druh kosených mezofilních luk (ani ne moc vlhkých ani extrémně suchých). Po prvním pokosení louky však v tom roce už nevyrůstá, v otavách chybí. Ovsíř luční (Helictotrichon pratense, syn.: Avenula pratensis, Avenastrum pratense) je druh suchých trávníků teplých oblastí. Ovsíř dvouřízný (Helictotrichon planiculme, syn.: Avenula planiculmis) je v ČR velmi vzácný a silně ohrožený druh (C2). V ČR roste pouze na Králickém Sněžníku a v Hrubém Jeseníku, zpravidla nad hranicí lesa. Ovsíř stepní neboli ovsec stepní (Helictotrichon desertorum, syn.: Avenastrum besseri) je také silně ohrožený druh (C2). Je to relikt ze stepních období doby ledové a těsně po ní. Zachoval se pouze na místech, kde se plynule udrželo alespoň trochu lesostepního bezlesí od doby ledové dodnes, tedy v Českém Středohoří a u Mikulova (kopec Šibeničník a Holá pastviska).